# ジミー・ブレダル
ジミー・ブレダル（Jimmi Bredahl、1967年8月26日 - ）は、デンマークのプロボクサー。コペンハーゲン出身。元WBO世界スーパーフェザー級王者。
弟は世界2階級制覇王者のジョニー・ブレダル。

## 来歴
1989年3月17日、プロデビューを果たし6回判定勝ち。
1989年12月3日、ロッキー・ローラーと対戦しキャリア初のKO勝ちとなる初回KO勝ち。
1990年10月19日、エステバン・ペレス・キィノスと対戦し2回KO勝ち。
1991年5月17日、ケビン・フリチャードと対戦し3回TKO勝ち。
1991年12月6日、アレスキー・バキールと対戦し3回KO勝ち。
1992年3月7日、EBUヨーロッパスーパーフェザー級王座決定戦をプエリー・ローシーと対戦し11回TKO勝ちで王座獲得に成功した。
1992年9月4日、世界初挑戦をコペンハーゲンのパーケンでWBO世界スーパーフェザー級王者ダニエル・ロンダと対戦し12回3-0の判定勝ちで王座獲得に成功した。
1993年9月27日、レナト・コーネットと対戦し12回3-0の判定勝ちで初防衛に成功した。
1994年3月5日、オスカー・デ・ラ・ホーヤと対戦し10回終了時棄権で2度目の防衛に失敗し王座から陥落した。デ・ラ・ホーヤはこの勝利をきっかけに初めて世界6階級制覇を達成した。
1994年10月7日、EBUヨーロッパフライ級王者ジョコビン・ヨーマと対戦し12回0-3の判定負けで2年ぶりの王座返り咲きに失敗した。
1995年3月17日、元IBF世界バンタム級王者ケルビン・シーブルックスと対戦し2回TKO勝ちでシーブルックスに引導を渡した。
1996年3月29日、IBO世界スーパーフェザー級王座決定戦をアンヘル・アルダマと対戦し12回3-0の判定勝ちで王座獲得に成功した。
1996年10月18日、元IBF世界フェザー級王者トロイ・ドーシーと対戦し7回と8回にダウンを奪われ8回TKO負けで初防衛に失敗し王座から陥落したのを最後に引退した。

## 獲得タイトル
- EBUヨーロッパスーパーフェザー級王座
- WBO世界スーパーフェザー級王座（防衛1）
- IBO世界スーパーフェザー級王座